# 1955 NBA Draft
1955 NBA Draft – dziewiąty draft NBA, który odbył się w 1955 r. Składał się z 14 rund oraz dwóch wyborów regionalnych, w których zostali wybrani Dick Garmaker oraz Tom Gola.

## Legenda
Pogrubiona czcionka – wybór do All-NBA Team.
|  | – występ w NBA All-Star Game. |

Gwiazdka (*) – członkowie Basketball Hall of Fame.

## Runda pierwsza
| nr. | Zawodnik        | Narodowość        | Drużyna NBA        | College     |
| --- | --------------- | ----------------- | ------------------ | ----------- |
| 1   | Dick Ricketts   | Stany Zjednoczone | Milwaukee Hawks    | Duquesne    |
| 2   | Maurice Stokes* | Stany Zjednoczone | Rochester Royals   | St. Francis |
| 3   | Jim Loscutoff   | Stany Zjednoczone | Boston Celtics     | Oregon      |
| 4   | Ken Sears       | Stany Zjednoczone | New York Knicks    | Santa Clara |
| 5   | Ed Conlin       | Stany Zjednoczone | Syracuse Nationals | Fordham     |
| 6   | John Horan      | Stany Zjednoczone | Fort Wayne Pistons | Dayton      |